# Kossoghin (Arbollé)
Pour les articles homonymes, voir Kossoghin.
Kossoghin est une localité du département et la commune rurale d'Arbollé, situé dans la province du Passoré et la région du Nord au Burkina Faso.

## Géographie
Kossoghin est situé à 10 km au nord-est d'Arbollé, le chef-lieu du département, à 6 km au nord-ouest d'Ouissiga et à environ 40 km à l'est de Yako.

## Santé et éducation
Le centre de soins le plus proche de Kossoghin est le centre de santé et de promotion sociale (CSPS) d'Ouissiga tandis que le centre médical avec antenne chirurgicale (CMA) de la province se trouve à Yako.